# M (James Bond)
M es un personaje ficticio de la saga de James Bond, tanto de los libros de Ian Fleming como de la franquicia fílmica o de los videojuegos que tratan sobre el agente 007.
"M" es un nombre y un código para designar al jefe del servicio de inteligencia británico del MI6. El título de "M" se cree que se deriva del primer jefe que el escritor Ian Fleming tuvo cuando trabajaba para el servicio secreto de Su Majestad, Mansfield Smith Cumming, quien utilizaba la inicial "C" como su nombre clave, una práctica que a lo largo sería adoptada por sus sucesores. Otras influencias del personaje incluyen al almirante John Godfrey, el superior inmediato de Fleming en el servicio de inteligencia naval durante la Segunda Guerra Mundial y "R" empleado del servicio secreto.
La "M" puede ser una abreviación de ministro refiriéndose al título a la cabeza del MI6. En las novelas el verdadero nombre de M es "Sir Miles Messervy".
En las novelas y en casi todos los filmes, "M" es auxiliado por la señorita Moneypenny (secretaria) y Bill Tanner (jefe de personal).

## En las novelas
El verdadero nombre de "M" es sir Miles Messervy, condecorado con la orden de Saint Michael y Saint George, que tiene el rango de almirante naval.
En las novelas "M" se irrita con Bond cuando él rompe frecuentemente las reglas. Se presupone que el primer "M" que aparece en las novelas y el interpretado por Bernard Lee son la misma persona.

## Bernard Lee como M
"M" fue interpretado por Bernard Lee desde Dr. No hasta Moonraker. Lee murió en 1981 y por cuestiones de respeto su personaje fue omitido de la película For Your Eyes Only.
En la versión fílmica de Dr. No se sugiere que Messervy es recién promocionado al puesto de "M" sugiriendo que alguien más tenía el trabajo antes de él. En la misma versión, existe una contradicción afirmando que es la cabeza del MI7 cuando en filmes posteriores menciona ser la cabeza del MI6. Películas posteriores hacen referencia a su período como jefe del servicio, con una pintura de él como M en la sede escocesa del MI6 durante la entrega de 1999 The World Is Not Enough.

### Películas
- Agente 007 contra el Dr. No (1962)
- Desde Rusia con amor (1963)
- Goldfinger (1964)
- Operación Trueno (1965)
- Sólo se vive dos veces (1967)
- Al servicio secreto de su majestad (1969)
- Diamantes para la eternidad (1971)
- Vive y deja morir (1973)
- El hombre de la pistola de oro (1974)
- La espía que me amó (1977)
- Moonraker (1979)

### Videojuegos
- From Russia with Love (caracterización únicamente)

## Robert Brown como M
Tras el fallecimiento de Bernard Lee en 1981 los productores designaron a Robert Brown para continuar con el rol de "M" en las sucesivas películas de la saga. Brown empieza su rol como "M" en Octopussy. De todas formas nunca quedó explícito si el "M" de Robert Brown era el mismo que el de Bernard Lee o si en realidad era el Almirante Hargreaves (el rol que Brown interpretó en La espía que me amó) ascendido de posición o si era en realidad un personaje completamente diferente.
La interpretación de Robert Brown es distinta a la de Lee, pues su "M" carece de sentido del humor y no tiene ninguna tolerancia por los desdenes de Bond, cosa que hace válida la teoría de que el M de Robert Brown y el del Bernard Lee no son el mismo personaje.

### Películas
- Octopussy (1983)
- Panorama para matar (1985)
- Alta tensión (1987)
- Licencia para matar (1989)

## Judi Dench como M
Tras el largo período entre Licencia para matar y GoldenEye, los productores trajeron a Judi Dench para asumir como la nueva M. El personaje estuvo basado en Stella Rimington, la jefa en la vida real del MI5 entre 1992 y 1996. En GoldenEye, M es alguien claramente diferente a sus predecesores, ya que es honesta, fría y muestra cierto sentimiento de odio a Bond (llamándolo sexista, misógino y "reliquia de la guerra fría"). Tanner, su jefe de personal la llama la "reina maligna de los números". Pese al odio que parece tener hacia Bond en un principio, en posteriores películas comienza a preocuparse por él, sintiendo un gran respeto profesional y cierto aprecio por él.
Dench continuó interpretando a M en la película de 2006 Casino Royale, la cual reinició la serie, con Daniel Craig interpretando a Bond. En esta nueva continuidad, M ha trabajado para el MI6 durante algún tiempo, en algún momento murmurando "Dios, extraño la Guerra Fría". Según Skyfall, M estuvo previamente a cargo de las operaciones del MI6 en Hong Kong durante la década de 1990. Su capacidad para liderar el servicio secreto ha sido cuestionada varias veces; en Casino Royale, fue objeto de una revisión cuando Bond fue descubierto disparando a un prisionero desarmado y haciendo explotar una embajada extranjera; en Quantum of Solace, el Secretario de Relaciones Exteriores le ordenó retirar personalmente a Bond del campo en Bolivia y detener las investigaciones a Dominic Greene, el villano de la película; y en Skyfall, es objeto de una investigación pública cuando MI6 pierde un disco duro de computadora que contiene las identidades de agentes encubiertos en el mundo. Su aparición final como M es en Skyfall, película en la que desempeña un papel central ya que en esta película su personaje se convierte en el objetivo del villano, Raoul Silva, por una supuesta traición. Ella fallece debido a una herida de bala dada por uno de los matones de Silva durante el clímax de la película, haciendo del M de Judi Dench la única M en morir en las películas Bond de EON.
También ha habido breves referencias a la familia de M: en GoldenEye, ella responde al comentario de Tanner de ser una "reina maligna de los números" diciéndole que cuando quiera escuchar sarcasmo lo escuchará sus hijos. El director de Quantum of Solace Marc Forster sugirió que Dench dio al personaje insinuaciones de carácter maternal en su relación con Bond, insinuaciones hechas manifiestas en Skyfall, en la que Silva repetidamente se refiere a ella como "madre" o "mamá". En Skyfall también se revela que M es viuda.
A diferencia de los otros actores que interpretaron a M, el personaje de Dench no fue nunca referido por su nombre en la pantalla. El novelista Raymond Benson le dio el nombre de Barbara Mawdsley, sin embargo, en la escena final de Skyfall, donde M le deja algunas de sus posesiones a Bond tras su muerte, es revelado que a su personaje le fue dado el nombre Olivia Mansfield. Como el personaje nunca fue referido directamente por este nombre, su canonicidad permanece sin resolver.

### Películas
- GoldenEye (1995)
- El mañana nunca muere (1997)
- The World Is Not Enough (1999)
- Die Another Day (2002)
- Casino Royale (2006)
- Quantum of Solace (2008)
- Skyfall (2012)

### Videojuegos
Judi Dench ha dado su voz y caracterización en tres videojuegos de la serie de James Bond. Dench prestó su imagen para el videojuego: James Bond 007: Nightfire, aunque no su voz.
Sin embargo, mención especial hay que hacerle en su interpretación como personaje en algunos videojuegos de la saga 007 haciendo un trabajo de doblaje excelente como en 007: Quantum of Solace, la cual, a diferencia de las películas, se muestra de manera diferente siendo un poco más permisiva y no tan seca en el trato con 007.
- James Bond 007: Nightfire (caracterización únicamente)
- James Bond 007: Everything or Nothing
- GoldenEye: Rogue Agent
- 007: Quantum of Solace (caracterización y doblaje)

## Ralph Fiennes como M
Después de la muerte del M de Judi Dench al final de Skyfall, la posición de su personaje como M es sucedida por Gareth Mallory, interpretado por Ralph Fiennes. Mallory dirigió el Comité de Inteligencia y Seguridad antes de dirigir el MI6, y es un exteniente coronel del ejército británico, habiendo servido en Irlanda del Norte con el Servicio Aéreo Especial durante el conflicto de Irlanda del Norte, donde estuvo recluido como rehén por el Ejército Republicano Irlandés durante tres meses. En Spectre, estará en contra de las acciones de Bond al irrumpir en el Día de muertos en la Ciudad de México sin su autorización, y Denbigh, el nuevo Director del Comité de Inteligencia, lo hará entrar en duda sobre la lealtad del 007.

### Película
- Skyfall (2012)
- Spectre (2015)
- Sin tiempo para morir (2020)

## Edward Fox como M
En Nunca Digas Nunca Jamás en 1983 Edward Fox interpretó a M como un burócrata despectivo de Bond, muy alejado de la relación compartida entre el M de Bernard Lee y el Bond de Sean Connery; el desprecio que el M de Fox sentía por la sección 00 es correspondido por el Bond de Connery. A pesar de que M considera a Bond como una reliquia anticuada, el Secretario de Relaciones Exteriores ordena que la sección 00 sea reactivada.

### Película
- Nunca digas nunca jamás (1983)

- Datos: Q246154